# Człowiek zagadka
Człowiek zagadka (ang. The Jigsaw Man) – brytyjski film sensacyjny z 1983 roku napisany przez Jo Eisinger oraz wyreżyserowany przez Terence'a Younga, powstały na podstawie powieści Dorothy Bennett The Jigsaw Man. Wyprodukowany przez Evangrove i Nitemeg. Premiera filmu miała miejsce 11 listopada 1983 roku.

## Zdjęcia
Zdjęcia do filmu kręcono na obszarze Anglii i Finlandii w następujących lokacjach:
- Bedfordshire (Woburn);
- Berkshire (Windsor);
- Buckinghamshire (Amersham);
- Londyn;
- Surrey;
- Helsinki ("odgrywające rolę" filmowej Moskwy)[2].

## Opis fabuły
Philip Kimberley (Michael Caine) do czasu ucieczki do Moskwy był szefem brytyjskich służb wywiadowczych. Jego pobyt w Moskwie okazuje się niezbyt wygodny dla gospodarzy. Zamiast jednak dyskretnie zaaranżować jego śmierć, KGB postanawia wykorzystać go do wypełnienia jeszcze jednej misji. W tym celu zostaje on poddany operacji plastycznej.

## Obsada
- Michael Caine jako Philip Kimberley / Sergei Kuzminsky
- Laurence Olivier jako admirał Sir Gerald Scaith
- Susan George jako Penelope Kimberley / Annabelle Kimberley
- Robert Powell jako Jamie Fraser
- Charles Gray jako Sir James Chorley
- Morteza Kazerouni jako Boris Medvachian
- Michael Medwin jako Milroy
- Eric Sevareid jako on sam
- Sabine Sun jako doktor Zilenka
- David Kelly jako Cameron
- Patrick Dawson jako Ginger
- Vladek Sheybal jako generał Zorin
- Peter Burton jako Douglas Ransom
- Maggie Rennie jako pani Ransom
- Richard Aylen jako starszy Kimberley

i inni